# NGC 2312
NGC 2312 est un groupe d'étoiles situé dans la constellation de la Licorne,. Ce groupe d'étoiles occupe un champ d'environ 5,0′ × 2,5′. La base de données Simbad considère NGC 2312 comme un amas ouvert.
L'astronome britannique John Herschel a enregistré la position de ce groupe d'étoiles le 18 janvier 1828.